# European PRIIPS Template
Pour les articles homonymes, voir EPT.
 (juillet 2018).
À la suite de l'entrée en vigueur de la règlementation PRIIPS (Règlement (UE) n° 1286/2014), les différents acteurs du secteur de la gestion d'actifs et de l'assurance regroupés derrière le Club Ampère ont défini un format d'échange de données nécessaire pour la production des KIID PRIIPS. Ce format appelé le format EPT ou European PRIIPS Template a été approuvé par les différentes associations européennes.
Ces fichiers contiennent les informations nécessaires et suffisantes pour que les assureurs puissent produire leurs KID PRIIPS ainsi que les données nécessaires pour effectuer les calculs par transparisation[Quoi ?] dans le cadre des fonds de fonds ou mandats. Ces fichiers sont échangés soit directement soit via des plateformes d'échanges qui facilitent la distribution et la collecte des fichiers entre les différents acteurs.